# Rudi Maier (Fechter)
Rudi Maier (* 4. Januar 1945 in Waldkirch; † 8. Dezember 2017 ebenda) war ein deutscher Fechter. In den frühen 1970er Jahren war er einer der besten Fechter der Welt. Bei den Olympischen Spielen 1972 in München erlitt er jedoch einen Zusammenbruch, der eine Querschnittlähmung zur Folge hatte und seine Fechtkarriere beendete.

## Leben
Mit 17 Jahren begann Maier mit dem Fechtsport und trainierte in der Fechtabteilung des SV Waldkirch. Obwohl er relativ spät mit dem Fechten begann, war er schnell erfolgreich, belegte 1965 den fünften Platz der deutschen Juniorenmeisterschaft und wurde 1968 badischer Meister. 1970 war er Mitglied der deutschen Nationalmannschaft bei den Weltmeisterschaften in Ankara und wurde Vierter. 1971 gewann er das internationale Degenturnier in Heidenheim, das zu dieser Zeit als das am besten besetzte Turnier der Welt galt. 1972 qualifizierte er sich für die Olympischen Spiele in München.
Im ersten Gefecht der Olympischen Spiele brach Maier zusammen und wurde ohnmächtig. Schon seit seiner Kindheit hatte er aufgrund eines Unfalls nur eine funktionierende Niere und litt bereits bei der Olympiavorbereitung an Kreislaufproblemen. Allerdings gab es keine medizinischen Bedenken gegen den Start. Nach dem Zusammenbruch wurde eine Anlageanomalie der Blutgefäße diagnostiziert. Das Spritzen eines Kontrastmittels verursachte eine Querschnittlähmung, die ihn an den Rollstuhl fesselte.
Maier arbeitete trotz seiner Querschnittlähmung lange beim Fernmeldeamt in Freiburg und widmete sich anderen Interessen, zum Beispiel der Bienenzucht. In Waldkirch wurde regelmäßig zu seinen Ehren das Rudi-Maier-Turnier ausgetragen. Maier verstarb am 8. Dezember 2017 kurz vor seinem 73. Geburtstag.